# Polémi
Polémi (grec moderne : Πολέμι) est un village chypriote situé dans le district de Paphos et comptant plus de 848 habitants.